# سرمایه‌گذاری مبتنی بر رشد
سرمایه‌گذاری مبتنی بر رشد (انگلیسی: Growth investing) یا سرمایه‌گذاری رشدپذیر، روشی در استراتژی سرمایه‌گذاری است، که تمرکز اصلی آن بر افزایش میزان سرمایه معطوف می‌باشد. افراد، شرکت‌ها یا موسساتی که از این سبک پیروی می‌کنند، به‌عنوان سرمایه‌گذاران رشد شناخته می‌شوند و اغلب در شرکت‌هایی سرمایه‌گذاری می‌کنند که علائم رشد شاخص سهام آنها، از حد متوسط بالاتر باشد و اغلب این سرمایه‌گذاران معیارهای اساسی در ارزش‌گذاری سهام، مانند نسبت قیمت به درآمد یا نسبت قیمت به ارزش دفتری را در محاسبات خود در نظر نمی‌گیرند. از دیدگاه مدیریت سرمایه‌گذاری، استراتژی سرمایه‌گذاری در رشد همواره با استراتژی سرمایه‌گذاری مبتنی بر ارزش در تضاد می‌باشد. توماس رووی پرایس، بنیانگذار شرکت سرمایه‌گذاری تی. رووی پرایس، به‌عنوان پدر سرمایه‌گذاری در رشد شناخته می‌شود.